# 序列法則
序列法則（Cahn–Ingold–Prelog (CIP) sequence rules、CIP priority rules）是一套用於有機化學的規則，用來命名有機分子的立體異構現象。一個有機分子可能含有多個立體中心和雙鍵，而每一個都給了這個分子兩種可能的組態。這個規則的目的是給予立體中心R/S标记，雙鍵E/Z標記，而使每個組態都可以用系統性的語言來描述。
序列法則和其他的命名原則，如IUPAC命名法有顯著的不同，原因是此規則是被制定來命名有立體異構物的分子，而不是來一般的分類與描述化合物。
使用序列法則的步驟通常是：
1. 標記立體中心和雙鍵；
2. 標記連著立體中心的四個基團的優先順序，和雙鍵兩端原子各自所接的兩個基團的優先順序（兩端分開標記）；
3. 標記立體中心的R/S，和雙鍵的E/Z。

## 標記優先順序
R/S和E/Z標記是建於与立體中心（或雙鍵）相连的基團的優先順序上的。所以標示這些優先順序的步驟，是整個序列法則的核心。
首先比較的是直接接到該立體中心的原子的原子序（原子序数），原子序愈大的即可拿到較大的優先順序。假如是原子序相同的情形，則分別表列直接連接該原子的原子，即與立體中心距離為二的那些原子，並以原子序降序排列。然後逐原子比較，當一有差別出現，擁有較大原子序的一方即有較大的優先順序。如果還是相同，在表上的原子將被他們所們所接的原子，即與立體中心為三的原子所取代，並個別做降序排列，然後再度逐原子比較。整個步驟將重複不斷進行，直到出現差異為止。
重复上述步骤时，如果遇到构型不相同的立体中心或双键，则它们之间的顺序也不相同。含R构型立体中心的基团在先，含S构型立体中心的基团在后；含Z型双键的基团在先，含E型双键的基团在后。
舉些例子以助於說明這個比較的過程：
- －OH > －CH3：－OH基團直接接到立體中心的原子（O）的原子序大於－CH3直接接到立體中心的原子（C）。
- －CH(OH)CH3 > －CH2OH：直接接立體中心的原子都是碳，但與原子中心距離為二的表不同，分別是（O,C,H）和（O,H,H）。最早的區別是第二行的碳與氫，而碳原子序比較大，故取得較大優先順序。
- －CH(OCH3)CH3 > －CH(OH)CH2OH：與立體中心距離為二的表皆是（O,C,H），故我們製造距離三的表：（(C),(H,H,H),()）；（(H),(O,H,H),()）。最早的差距是第1-1行的碳和氫。認為第2-1行的氧取得優先順序是不正確的（因為要照順序比）。
- －CH(CH2F)OCH3 > －CH(CH3)OCH2F：距離二表（O,C,H）；（O,C,H）距離三表（(C),(F,H,H),()）；（(C),(H,H,H),()），認為後面距離為四的氟贏是不正確的，因為差別在距離三即出現。

### 同位素
當兩基團只有同位素的差別，則以質量數來比較：
- －CDH2 > －CH3：與立體中心距離二的表是（D,H,H）；（H,H,H），而D = 2 > H = 1。
- －CH(OD)CH3 > －CH(OH)CTH2：距離二的表相同（O,C,H），故製作距離三的表（(D),(H,H,H),()）；（(H),(T,H,H),()）。在1-1行，D > H，取得較大優先順序。
- －CH2CH2CH3 > －CDHCH3：由於基團有原子上的不同，故以原子序作為比較的基準，而前者在距離三取得較大的優先順序。認為距離二的時候 D > H 是不正確的。

### 雙鍵與三鍵
如果甲原子與乙原子之間為雙鍵，則把甲原子視為用單鍵與兩個原子連接：乙原子以及一個與乙原子有相同原子序且只與甲連接的虛擬原子。當进一步追溯到与乙原子相連的原子時，甲原子本身不算，以避免往回找的現象，但是會算上一個虛擬的甲原子，而虛擬的原子則不連接任何原子，這樣，雙鍵就被正確的詮釋了。
例子：
- －CH=O > －CH2OH：距離二的表分別是（O,虛擬O,H）；（O,H,H）。虛擬O取得了較高的優先順序。
- －CH(OCH3)2 > －CH=O：距離二的表分別是（O,O,H）；（O,虛擬O,H），是相同的。但在距離三的時候，虛擬O並沒有和任何其他東西相接，故表為（(C),(C),()）；（(虛擬C),(),()）。在第二行 C > 無東西。
- －CH=CH2 > －CH(CH3)2：距離二的表是（C,虛擬C,H）；（C,C,H），故比較距離三：（(虛擬C,H,H),(),()）；（(H,H,H),(H,H,H),()）。距離三表中的虛擬C是用來表達C=C雙鍵的另一個方向。

### 碳環
當遇到含有碳環的化合物時，必須要把他展開為樹狀（被作者稱為分層圖）。方法是從立體中心開始，走所有可能的路徑，當在某條路徑上，遇到一個該條路徑已經走過的原子時，把該原子變成個虛擬的原子，以確保這樹是有限的。同一個原子可能在該樹上出現多次，有時是原本的，有時是虛擬的。

## 標記雙鍵與立體中心

### 立體中心：R/S
當一個立體中心的四個基團都被給予了優先順序之後，使該分子在空間中，擁有最低優先順序的取代基是指遠離觀察者的（即位於虛形鍵上）一个。假設四個基團分別被標示為1（最高優先）到4（最低優先），那麼從1到3所轉的方向標記了該個立體中心。當1到2到3的方向是順時鐘時，我們標記它為R，若是逆時鐘則為S。這些記號分別是由拉丁文的右(rectus)和左(sinister)來的。

### 雙鍵：E/Z
對於烯類和那些具有雙鍵的有機化合物，基團還是一樣的被標記優先順序，但在這裡，重要的是雙鍵兩邊的碳原子所接的基團中，優先順序較高的那一個的相對位置。當兩個優先順序較高的基團在雙鍵的同側，即是順的位置，即把這雙鍵標記為Z。若在相對的位置，即標記為E。這些記號來分別自於德文的一起(zusammen)和相對(entgegen)。

### 多個標記
很重要的一點是，一個化合物中，可能會有許多的地方需要標記。舉例來說，麻黃鹼可以在(1R,2S)和(1S,2R)的形式存在。但(1R,2R)和(1S,2S)的組成也是存在的。基本上，有n個立體中心和雙鍵，就會有2n個異構物，但有時候，有些異構物是不可能存在的，从而降低了可能存在的異構物數目。